# Bendogerit
Bendogerit is een bestuurslaag in het regentschap Blitar van de provincie Oost-Java, Indonesië. Bendogerit telt 9672 inwoners (volkstelling 2010).